# ورزشگاه سرو دل اسپینو
ورزشگاه سرو دل اسپینو (به اسپانیایی: Mini Estadio Cerro del Espino) یک ورزشگاه چندمنظوره است که در ماخادائوندا، منطقه مادرید، اسپانیا واقع شده‌است. این ورزشگاه گنجایش ۳٬۸۶۵ تماشاگر را دارد.
در حال حاضر برای مسابقات فوتبال مورد استفاده قرار می‌گیرد و ورزشگاه خانگی تیم‌های ذخیره اتلتیکو مادرید و رایو ماخادائوندا است.
در فصل ۱۹–۲۰۱۸، رایو به دلیل امکانات ناکافی در ورزشگاه ورزشگاه متروپولیتانو، اولین بازی خود در لا لیگا ۲ را در این ورزشگاه انجام داد.